# تعداد الولايات المتحدة 1850
تعداد الولايات المتحدة في 1850 هو التعداد السابع للولايات المتحدة. التي أجراها مكتب التعداد في 1 يونيو 1850، أظهر أن عدد السكان المقيمين في الولايات المتحدة هو 23,191,876 بزيادة قدرها 35.9 بالمئة قياسا إلى 17,069,453 وهو عدد من السكان خلال تعداد 1840. إجمالي عدد السكان يتضمن العبيد الذي بلغ عددهم 3,204,313. في عام 1840.
كان هذه أول تعداد سكاني يحاول جمع المعلومات عن كل فرد من أفراد كل أسرة، بمن فيهم النساء والأطفال، والعبيد. وهو أيضا أول تعداد للسؤال عن مكان الولادة.
هنتون روان استخدام بشكل واسع نتائج تعداد 1850 في كتاب مشهور سياسيا وهو الأزمة الوشيكة للجنوب (بالإنجليزية: The Impending Crisis of the South)‏

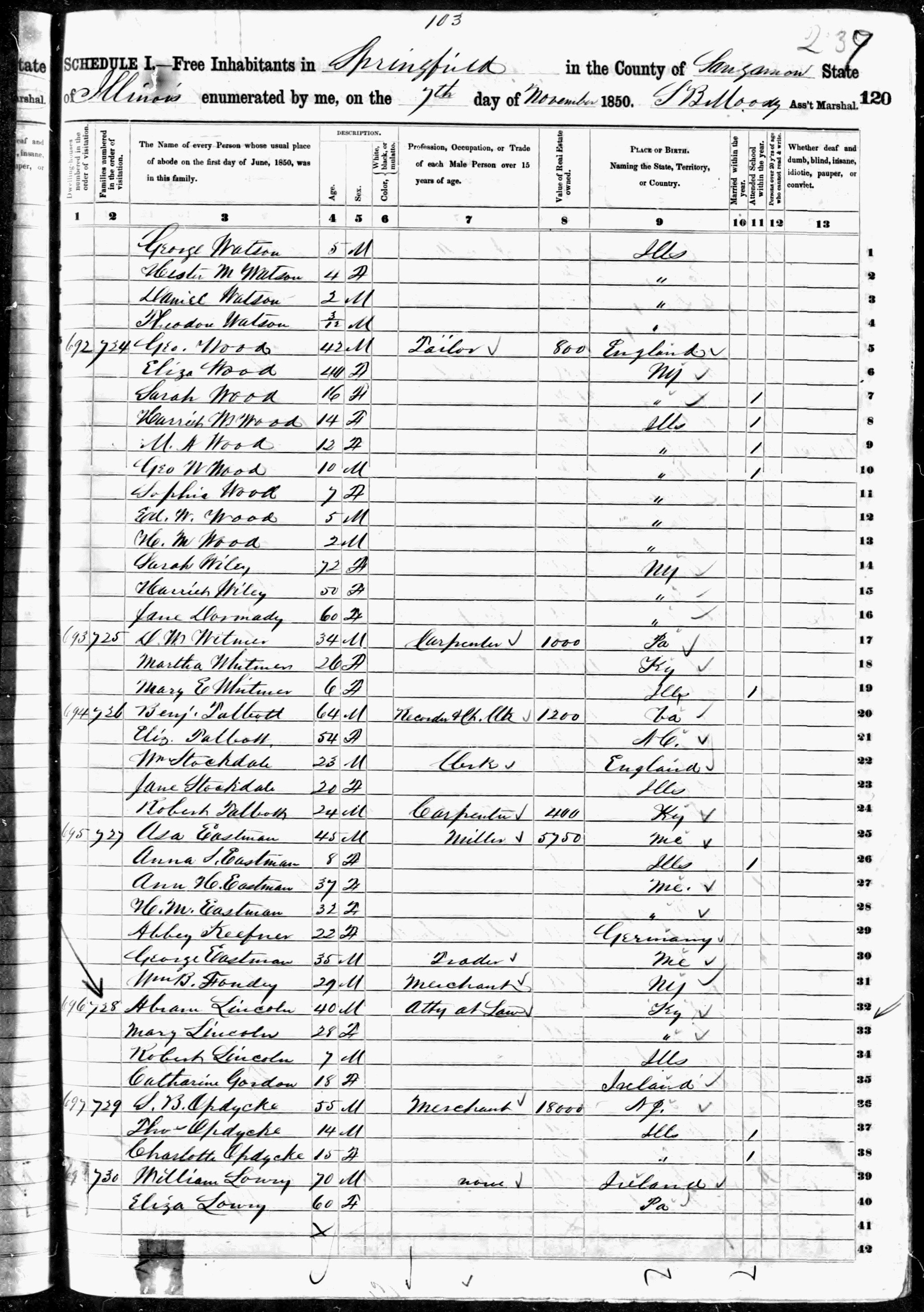
بطاقة مستخدمة تبين المعلومات المطلوبة في تعداد 1850

## أسئلة التعداد
في تعداد 1850 تم طرح الأسئلة التالية:
- الاسم
- العنوان
- العمر
- الجنس
- اللون لكل شخص
- عدد الصم والبكم والمكفوفين والمجانين والحمقاء
- قيمة الممتلكات لكل شخص حر
- مهنة وتخصص كل ذكر فوق عمر 15 سنة
- مكان الولادة
- متزوج خلال سنة
- الالتحاق بالمدرسة خلال سنة
- غير قادر على القراءة والكتابة (لمن هم أكبر من 20 سنة)
- فقير أو مدان قضائياً

## وصلات خارجية
- بيانات التعداد التاريخي
- تعداد, 1850-1930